# Бърлад
 Тази статия е за града в Румъния.  За платото вижте Бърлад (плато).  
Бърлад (на румънски: Bârlad) е град в окръг Васлуй, Североизточна Румъния. Населението му е 55 837 жители (по данни от преброяването от 2011 г.). Разположен е на бреговете на едноименната река, която е с дължина от 207 км. Историческото население, което включва цялата община за 1900 г. е 24 484 жители, за 2000 г. е 69 183, а за 2002 г. – 78 633 жители. Градът разполага с отбор по ръгби, който играе в най-висшата лига по ръгби в Румъния. Футболният отбор на града е имал най-добро представяне през 80-те години, когато е играл във втората футболна дивизия на страната.

## Известни личности
Родени в Бърлад
- Георге Георгиу-Деж (1901 – 1965), политик
- Антиох Кантемир (1670 – 1726), войвода